# Acoyapa
Acoyapa is een gemeente in het departement Chontales in Nicaragua. De gemeente ligt in het midden van het land ten noorden van het Meer van Nicaragua en telde in 2015 bijna 20.000 inwoners.

## Geografie
De gemeente beslaat een oppervlakte van 1.380 km² en heeft dus een bevolkingsdichtheid van 14 inwoners per vierkante kilometer. De hoofdplaats ligt op 170 kilometer van Managua.

### Bestuurlijke indeling
Acoyapa bestaat uit de gelijknamige hoofdplaats en 9 landelijke gebieden (comarca).

### Aangrenzende gemeenten
| Aangrenzende gemeenten | Aangrenzende gemeenten | Aangrenzende gemeenten | Aangrenzende gemeenten | Aangrenzende gemeenten |
| ---------------------- | ---------------------- | ---------------------- | ---------------------- | ---------------------- |
| Juigalpa               |                        | San Pedro de Lóvago    |                        | Santo Tomás            |
|                        |                        |                        |                        |                        |
|                        | Villa Sandino          |                        |                        |                        |
|                        |                        |                        |                        |                        |
|                        |                        | Morrito                |                        |                        |

### Klimaat
De gemeente heeft in het zuiden een savanneklimaat en in het oosten een tropisch klimaat.